# Сюн Ні
Сюн Ні (11 січня 1974) — китайський стрибун у воду.
Олімпійський чемпіон 1996, 2000 років, призер 1988, 1992 років.
Призер Чемпіонату світу з водних видів спорту 1991 року.
Переможець Азійських ігор 1990 року.
Переможець літньої Універсіади 1993 року.